# Juliaca
Juliaca – miasto w południowym Peru, w regionie Puno. Położone jest w Andach Środkowych, na płaskowyżu Altiplano, w pobliżu jeziora Titicaca. Według spisu ludności z 22 października 2017 roku miasto liczyło 283 872 mieszkańców. 
W mieście rozwinął się przemysł wełniarski, skórzany, cementowy oraz rzemieślniczyy.